# Alidaunia
Alidaunia ist eine italienische Fluggesellschaft mit Sitz in Foggia und Basis auf dem Flughafen Foggia.

## Geschichte
Alidaunia wurde im März 1976 als Alidaunia-società di navigazione aerea gegründet und im Jahr 1978 für Film- und Fotoarbeiten lizenziert. 1984 erhielt Alidaunia eine Lizenz für den öffentlichen Personen-Flugverkehr. Mit Unterstützung der Regierung nahm Alidaunia Ende 1986 die ersten Linienflüge von Foggia zum Heliport San Domino auf den Tremiti-Inseln auf.

## Dienstleistungen
Alidaunia führt von Foggia hauptsächlich Linienflüge innerhalb Apuliens durch. Daneben werden Charter- und Rettungsflüge durchgeführt.

## Flotte
Mit Stand März 2019 besteht die Flotte der Alidaunia aus neun Hubschraubern:
| Typ                  | Anzahl | bestellt | Anmerkungen |
| -------------------- | ------ | -------- | ----------- |
| AgustaWestland AW139 | 1      |          |             |
| AgustaWestland AW109 | 6      |          |             |
| Robinson R22         | 2      |          |             |
| Gesamt               | 9      | –        |             |